# Samuele Miccoli
Samuele Miccoli (Chieti, 14 gennaio 2006) è un cestista italiano.
Guardia di 190 cm, è stato nella rosa della Pallacanestro Olimpia Milano che ha vinto tre scudetti, collezionando 13 panchine in tre anni e segnando un canestro. 
Ha disputato la Serie C Silver con la formazione riserve di Milano nel 2021-2022. Nel 2024-2025 gioca in Serie B ad Agrigento. Il 15 dicembre 2024 si è rotto il legamento crociato del ginocchio sinistro.

## Palmarès
- Campionato italiano: 3
Olimpia Milano: 2021-22, 2022-23, 2023-24